# بيل ماينارد
بيل ماينارد (بالإنجليزية: Bill Maynard)‏ هو ممثل بريطاني، ولد في 8 أكتوبر 1928 في المملكة المتحدة، وتوفي بنفس المكان في 30 مارس 2018.

## وصلات خارجية
- بيل ماينارد على موقع IMDb (الإنجليزية)
- بيل ماينارد على موقع روتن توميتوز (الإنجليزية)
- بيل ماينارد على موقع ألو سيني (الفرنسية)
- بيل ماينارد على موقع قاعدة بيانات الفيلم (الإنجليزية)